# Fakhri El Ghezal
Fakhri El Ghezal, född 1981 i Akouda, är en tunisisk fotograf. Han studerade fotografi och gravyr vid Konsthögskolan i Tunis, och är nu verksam i födelsestaden Akouda, som ligger norr om Sousse. Han uppmärksammades för sina fotografier av berberbyn Takrouna 2006, och deltog i utställningen Here and Elsewhere på New Museum i New York 2014. 